# Lucas González (localidad)
Lucas González es un municipio del distrito Sauce del departamento Nogoyá en la provincia de Entre Ríos, República Argentina. El municipio comprende la localidad del mismo nombre y un área rural. Recibe su nombre en honor a Lucas González, quien fuera Ministro de Hacienda de Bartolomé Mitre y de Nicolás Avellaneda.

## Toponimia
Debe su nombre a la estación ferroviaria homónima, la cual a su vez debe su nombre a un político y empresario ferroviario llamado Lucas González, quien dedicó sus últimos años de vida a fortalecer el Ferrocarril Central Entrerriano y fuera responsable de concretar la conectividad ferroviaria entre Paraná y Concepción del Uruguay. Esta denominación fue impuesta por el inmigrante vasco francés Pedro Cinto, quien tras haber adquirido tierras en la zona del "Pago de Puntas del Obispo" (donde hoy está emplazada la localidad), decidió donarlas para favorecer el emplazamiento de la estación ferroviaria, eligiendo el nombre de dicho empresario para bautizarla.

## Historia
Se registra el paso de José Gervasio Artigas en 1814 según evidencias presentadas por el escritor Carlos Alberto Pascualin, se podría decir que este lugar donde funcionaba una posta que se fundó hacia el 1804, consecuencia de asentamientos aborígenes y comerciantes extranjeros turcos que se asentaron allí. En el Archivo Artigas ha quedado evidenciado que el nombre de este pago hacia 1814 fue el de "Puntas del Obispo", haciendo mención a que se encuentra ubicado en las nacientes del arroyo El Obispo, el que desemboca en el río Gualeguay.
Esta localidad tiene como fecha de fundación el 20 de abril de 1888, cuando el Gobierno provincial aprobó los planos del pueblo. Uno de los vecinos más antiguos del lugar fue Vicente Gómez, quien tenía instalada una fonda que además se utilizaba como posta. El lugar comenzó a recibir una fuerte inmigración de extranjeros que llegaba al país por aquellos entonces. Uno de ellos, Pedro Cinto de origen vasco francés instaló un almacén de ramos generales llamado La Fundadora. Pedro Cinto fue quien donó los terrenos para que allí se emplazara la estación de ferrocarril que llevó el nombre de Lucas González en homenaje al gerente de la compañía que construyó el trazado de las vías desde Paraná hasta Concepción del Uruguay.
El 17 de mayo de 1917 se resolvió constituir un club, el que fue denominado Club Atlético “Lucas González” y cuya primera comisión directiva fue presidida por Moisés Galizzi. Se organizan y se tienden las bases para iniciar las confrontaciones con sus similares de localidades vecinas, y designan como su primer campo de deportes al solar ubicado frente a lo que es hoy la fábrica de aceite. En los primeros años de Lucas González, se instala allí Héctor Lupi, familia de inmigrantes italianos con una licorería, elaboración de soda y bebidas gaseosas. Este industrial instaló una moderna maquinaria para el gasificado y llenado de gaseosas. A finales del siglo XIX, Lupi viaja a Atlanta a visitar a tíos y primos que al momento de emigrar de Italia decidieron hacerlo hacia los Estados Unidos. En dicha ciudad, a través de uno de sus primos, conoce al farmacéutico John Pemberton, con quien entabla una cordial relación. Curiosamente, unos años más tarde, Pemberton inventa la Coca-Cola, caracterizada por un sabor muy similar al refresco que los Lupi vendían desde 1869 en su Italia natal, y que luego fuera conocida en Argentina como Chinchibira.

### Municipio
El 30 de octubre de 1917 fue creada la junta de fomento de Lucas González, instalada el 17 de noviembre de 1917.
Por aplicación de la ley n.º 3001 publicada el 31 de octubre de 1934 la junta de fomento de Lucas González se convirtió en un municipio de 2ª categoría a partir del 1 de julio de 1935.
Por ley n.º 4707 sancionada y promulgada el 9 de abril de 1968 por la intervención militar de la provincia, fue aprobada la elevación a municipio de  1ª categoría, lo que fue establecido por decreto del 9 de abril de 1968.
El 4 de diciembre de 1987 fue sancionada la ley n.º 8022 que fue promulgada el 10 de diciembre de 1987, que ampliaba el ejido municipal de Lucas González. Sin embargo, al cambiar el gobierno provincial ese mismo día la ley no fue publicada y no pudo entrar en vigencia. El 23 de diciembre de 1987 fue sancionada la ley n.º 8055 (promulgada el 29 de diciembre de 1987) que derogó la ley n.º 8022 junto a otras leyes no publicadas por el nuevo gobierno. La ampliación del ejido a 8900 hectáreas tuvo lugar cuando se sancionó la ley n.º 8733 el 10 de agosto de 1993, promulgada el 18 de agosto de 1993.

## Intendentes
Democráticos:
- Arturo Guaita
- Horacio Mernes (1953-1955/1974-1976)
- Ricardo Luis Blasón (1958-1962)
- Mariano Santos (1963-1966/1983-1984)
- Omar Galizzi (1984-1987)
- Víctor Maldonado (1987-1991/1999-2003)
- Renato Bella (1991-1995)
- Aurelio Juan Suárez (1995-1999)
- Ramón Sanzberro (2003-2007)
- Zunilda Gobo (2007-2011)
- Luis Hanemann (2011-2015/2015-2019)
- María Cristina Boeri (2019-2023)
- Luis Alberto Fleischer (2023 a la actualidad)

De facto:
- Enrique Giqueaux
- Tulio Petrelli
- Santiago Noé Negri
- José Carlos María Guaita
- Rubén Carlos Alasino

Intendentes Interinos (en ejercicio del cargo mientras el titular se hallaba de licencia)
- Jorge Dalbó
- Mirta Furlán de Wind

## Geografía
La ciudad se encuentra construida sobre una loma desde la que se aprecian los pocos montes nativos que han quedado tras el proceso de deforestación de especies nativas de la zona.

## Parroquias de la Iglesia católica en Lucas González
| Arquidiócesis | Paraná                |
| ------------- | --------------------- |
| Parroquia     | San Lucas Evangelista |